# Johanna van Neuchâtel
Johanna van Neuchâtel ook bekend als Johanna van Hachberg-Sausenberg (1485 - 23 september 1543) was van 1503 tot aan haar dood gravin van Neuchâtel. Ze behoorde tot het huis Baden.

## Levensloop
Johanna was de dochter van markgraaf Filips van Baden-Sausenberg en diens echtgenote Maria, dochter van hertog Amadeus IX van Savoye.
Omdat haar vader geen mannelijke nakomelingen had en de linie Hachberg-Sausenberg als gevolg hierdoor zou uitsterven, sloot Filips op 31 augustus 1490 een erfverdrag met markgraaf Christoffel I van Baden-Baden. Als onderdeel van het akkoord werd Johanna verloofd met Christoffels zoon Filips I. Dit huwelijk ging uiteindelijk niet door omdat Filips onder politieke druk werd gezet van koning Karel VIII van Frankrijk, die tegen het geplande huwelijk was.
Na de dood van haar vader Filips in 1503 erfde Johanna het graafschap Neuchâtel, terwijl het landgraafschap Sausenberg, de heerlijkheid Badenweiler, de heerlijkheid Rötteln en Schopfheim naar markgraaf Christoffel I van Baden-Baden gingen. Johanna ging echter niet akkoord met het erfverdrag van haar vader en ze liet zich vanaf dan markgravin van Rötteln noemen. Om de volledige erfenis van haar vader te bemachtigen, probeerde ze steun te verwerven bij de Zwitserse kantons Solothurn, Luzern, Fribourg en Bern. Het erfconflict zou pas in 1581 bijgelegd worden, nadat de hoofdlinie van het huis Baden 225.000 gulden schadevergoeding aan het huis Orléans-Longueville betaald had.
In 1504 huwde Johanna met hertog Lodewijk I van Orléans-Longueville. Zoals de gewoonte was bij vrouwelijke heersers in die tijd, werd haar echtgenoot Lodewijk mederegent van Neuchâtel. De pro-Franse politiek die Johanna en Lodewijk voerden werd in het Oude Eedgenootschap als een veiligheidsdreiging beschouwd en in 1512 bezette het Oude Eedgenootschap het graafschap Neuchâtel. Tijdens de Zwitserse bezetting werd in Neuchâtel de Reformatie ingevoerd, hoewel Johanna daar geen voorstander van was. In 1529 kon Johanna terugkeren als gravin van Neuchâtel.
In 1543 stierf Johanna op ongeveer 58-jarige leeftijd. Haar kleinzoon Frans III van Orléans-Longueville volgde haar op als graaf van Neuchâtel. 

## Nakomelingen
Johanna en Lodewijk kregen vier kinderen:
- Claude (1508-1524), hertog van Longueville
- Lodewijk II (1510-1537), hertog van Longueville
- Charlotte (1512-1549), huwde in 1538 met hertog Filips van Savoye-Nemours
- Frans (1513-1548), markgraaf van Rötteln